# Chính trị Hàn Quốc

Phân chia quyền lực và hệ thống bầu cử của Hàn Quốc

Chính trị của Hàn Quốc diễn ra trong khuôn khổ một nước cộng hòa dân chủ đại nghị Tổng thống,  theo đó Tổng thống là người đứng đầu nhà nước, và một hệ thống hai đảng. Quyền hành pháp được thực thi bởi chính phủ. Quyền lập pháp được trao cho cả chính phủ và Quốc hội. Cơ quan Tư pháp độc lập với cơ quan hành pháp và cơ quan lập pháp và bao gồm Tòa án Tối cao và Tòa án Hiến pháp. Kể từ năm 1948, Hiến pháp đã trải qua năm lần chỉnh sửa chính, mỗi một lần nghĩa là một nền cộng hòa mới. Nền cộng hòa thứ sáu hiện nay bắt đầu với sửa đổi hiến pháp lớn cuối cùng vào năm 1987.

## Chính phủ quốc gia

### Hành pháp
Nguyên thủ Quốc gia là Tổng thống, người được bầu bằng phổ thông đầu phiếu cho một nhiệm kỳ năm năm duy nhất. Tổng thống là Tổng tư lệnh quân đội Hàn Quốc và có quyền hành pháp đáng kể.
Tổng thống bổ nhiệm thủ tướng với sự chấp thuận của Quốc hội, cũng như bổ nhiệm và chủ trì Hội đồng Nhà nước của Bộ trưởng trưởng là người đứng đầu chính phủ. Ngày 12/3/2004, quyền hành pháp của Tổng thống Roh Moo-hyun đã bị đình chỉ khi Quốc hội biểu quyết buộc tội ông và Thủ tướng Goh Kun trở thành một Quyền Tổng thống. Ngày 14/5/2004, Tòa án Hiến pháp lật ngược quyết định luận tội thực hiện bởi Quốc hội và Tổng thống Roh đã được phục chức.
Vào ngày 10 tháng 3 năm 2017, Park Geun-hye đã trở thành vị tổng thống đầu tiên bị Toà án Hiến pháp bãi nhiệm sau khi Quốc hội luận tội. Thủ tướng Hwang Kyo-ahn đã tạm thời giữ chức vụ Tổng thống từ khi Tổng thống PPark Geun-hye bị bãi nhiệm cho đến cuộc bầu cử Tổng thống được tổ chức vào tháng 5/2017. Ngày 9 /5/2017, Moon Jae-in trở thành tổng thống thứ 19 của Hàn Quốc, thay thế Tổng thống tạm quyền Hwang Kyo-ahn.

### Lập pháp

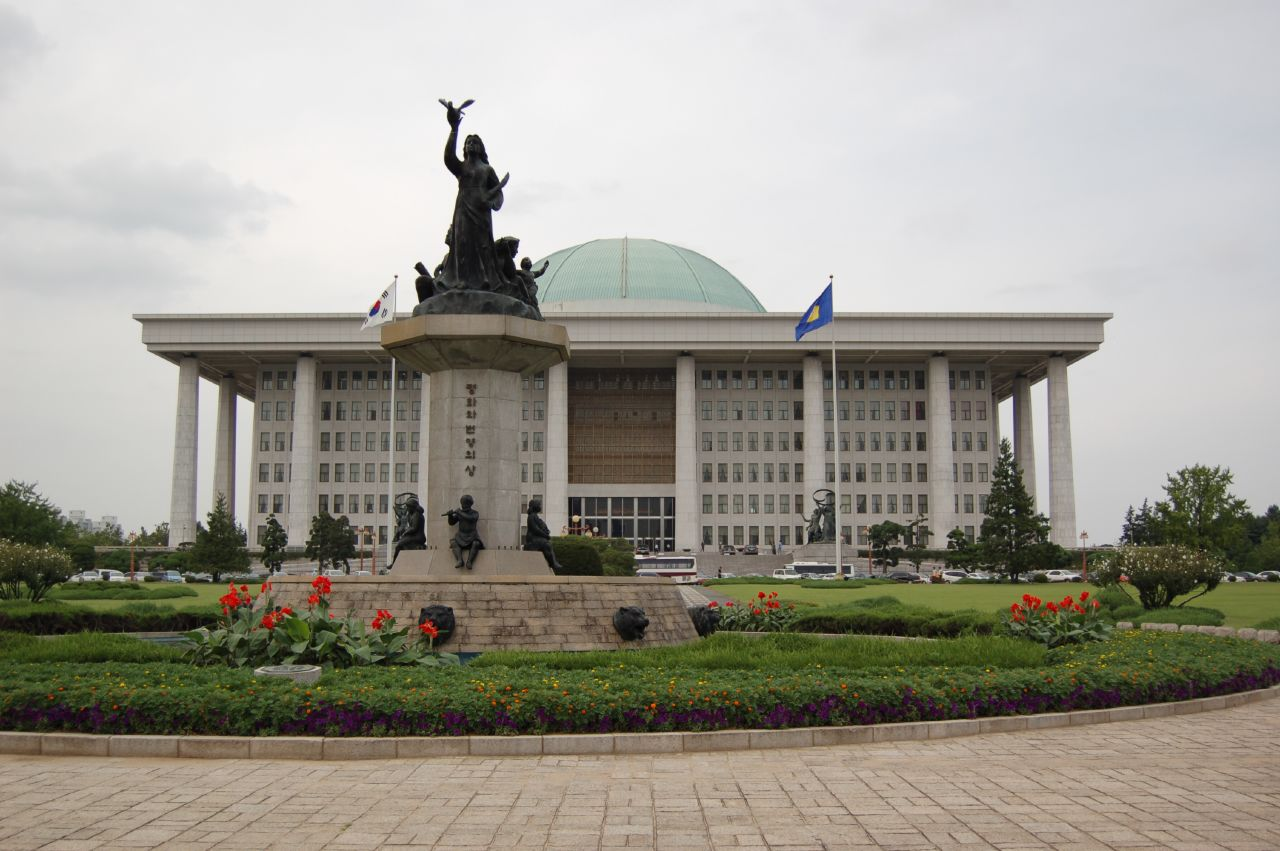
Trụ sở Quốc hội Hàn Quốc tại Seoul

Quốc hội (국회, 國會, gukhoe) có 300 thành viên, được bầu với nhiệm kỳ bốn năm, 253 thành viên trong các đơn vị bầu cử độc lập 47  thành viên bởi đại diện tỉ lệ.

### Tư pháp
Tư pháp Hàn Quốc độc lập với hai nhánh khác. Cơ quan tư pháp cao nhất là Toà án Tối cao, các thẩm phán do tổng thống bổ nhiệm với sự đồng ý của Quốc hội. Ngoài ra, Toà án Hiến pháp giám sát các vấn đề về hiến pháp. Hàn Quốc đã không chấp nhận bắt buộc thẩm quyền của ICJ.

## Đảng chính trị và bầu cử
Hàn Quốc bầu ở cấp quốc gia một nguyên thủ quốc gia - Tổng thống - và một cơ quan lập pháp. Tổng thống được bầu trực tiếp với nhiệm kỳ 5 năm. Quốc hội (Gukhoe) có 300 thành viên, được bầu với nhiệm kỳ bốn năm, 253 thành viên trong các đơn vị bầu cử độc lập 47 thành viên bởi đại diện tỉ lệ.
Các đảng chính trị chính ở Hàn Quốc là Đảng Dân chủ (Democratic Party of Korea - DPK), Đảng bảo thủ Hàn Quốc Tự do (Liberty Korea Party - LKP), Đảng trung dung Nhân dân (People's Party - PP), và đảng cánh tả Tư pháp (Justice Party - JP). DPK và LKP là là những lực lượng thống trị truyền thống của chính trị Hàn Quốc.

## Các nhóm chính trị chi phối và lãnh đạo
- Liên đoàn Công nghiệp Hàn Quốc
- Liên đoàn Thương mại Hàn Quốc
- Hội đồng Giáo hội Quốc gia Hàn Quốc
- Hiệp hội Thương nhân Hàn Quốc
- Hiệp hội cựu chiến binh Hàn Quốc
- Hội đồng liên đoàn lao động Quốc gia
- Liên minh Dân chủ Quốc gia Hàn Quốc
- Hội Liên hiệp Nông dân Quốc gia
- Hiệp hội Sinh viên Quốc gia

## Phân chia hành chính
Một thành phố đặc biệt (Teukbyeolsi, Capital City), 6 đại đô thị tự quản (Gwangyeoksi,), 9 tỉnh (Do, singular and plural) và một thành phố tự trị đặc biệt (Sejong City).
- Seoul Teukbyeolsi (서울특별시)
- Busan Gwangyeoksi (부산광역시)
- Daegu Gwangyeoksi (대구광역시)
- Incheon Gwangyeoksi (인천광역시)
- Daejeon Gwangyeoksi (대전광역시)
- Gwangju Gwangyeoksi (광주광역시)
- Ulsan Gwangyeoksi (울산광역시)
- Gyeonggi-do (경기도)
- Gangwon-do (강원도)
- Chungcheongbuk-do (충청북도)
- Chungcheongnam-do (충청남도)
- Jeollabuk-do (전라북도)
- Jeollanam-do (전라남도)
- Gyeongsangbuk-do (경상북도)
- Gyeongsangnam-do (경상남도)
- Jeju Teukbyeoljachi-do (제주특별자치도)
- Sejong Teukbyeol-jachisi (세종특별자치시)

## Tổ chức Quốc tế tham gia
AfDB, APEC, AsDB, BIS, CP, EBRD, ESCAP, FAO, G-77, IAEA, IBRD, ICAO, ICCt, ICC, ICRM, IDA, IEA (observer), IFAD, IFC, IFRCS, IHO, ILO, IMF, IMO, Inmarsat, Intelsat, Interpol, IOC, IOM, ISO, ITU, ITUC, MINURSO, NAM (guest), NSG, OAS (observer), OECD, OPCW, OSCE (partner), UN, UNCTAD, UNESCO, UNIDO, UNMOGIP, UNOMIG, UNU, UPU, WCO, WHO, WIPO, WMO, WToO, WTrO, Zangger Committee